# 단련
단련(團練)은 청나라 시대의 지방에 존재했던 무장 집단이다. 지방의 유력자가 도적 등으로부터 향진(鄕鎭)을 자위하는 자발적으로 조직한 민병 조직이다.

## 개요
19세기 초반의 백련교도의 난은 정규군인 팔기군과 녹영의 군대가 진압하지 못했다. 청나라 정부는 지방의 향신에게 군대의 징집을 명령했다. 이 군대는 ‘향용’(郷勇)이라 불렸는데, 향용은 군 병력의 유력한 공급원이 되었다. 향용은 지방 민병 조직인 단련을 바탕으로 창설되었지만, 어디까지나 청나라 정부의 이름으로 임시로 더해진 정부의 군대였다. 향용 중에서는 상군, 회군이 유명하다.

## 같이 보기
- 향용